# 沈一貫內閣
沈一貫內閣成立於萬曆二十九年九月十三日（1601年10月8日），結束於萬曆三十四年七月十六日（1606年8月19日）。是明神宗統治下的第八個內閣，由時任少保、吏部尚書兼武英殿大學士沈一貫組閣。
沈一貫內閣任內，朋黨政治蓬勃發展，被革職的吏部郎中顾宪成組成東林黨與沈主導的齊楚浙三黨聯盟相爭。万历三十三年（1605年）东林党人吏部侍郎杨时乔主持京察，借机打击浙党，与左都御史温纯等弹劾钱梦皋，钱遭谪贬，引起浙党记恨。沈一贯上书神宗，极陈考察不公，请求降旨让钱梦皋等人官复原职。补缺郎中刘元珍上疏再力劾钱梦皋，疏中旁击沈一贯。神宗让群臣商议，沈一贯奏言“不廷杖刘元珍，公议不可息”。刘元珍遭廷杖，钱梦皋等留用，贬刘元珍一秩（十年）并充边。吏部员外郎贺灿然、南京御史朱吾弼等继上疏，意京察因沈未能奏效。兵部主事庞时雍上疏陈沈罪状。神宗大怒，贬庞时雍、贺灿然和刘元珍三秩充边。御史侯庆远、李冉等人欲救，神宗再将刘元珍等削籍除名，并免钱梦皋等人职，仍留沈一贯为内阁首辅，史稱“京察之争”。
萬曆三十四年七月，南京吏部给事中陈良训、御史孙居相再次上疏弹劾沈一貫，當月十六日，沈與次輔沈鯉相繼卸任；同日由朱賡接替沈一貫成為內閣首輔。

## 組閣過程
萬曆二十九年九月十三日，時任內閣首輔趙志皋卒於任上，次輔沈一貫繼任首輔。當月二十四日（10月19日），神宗任命前禮部尚書沈鯉、朱賡一同兼任東閣大學士，沈一貫內閣正式成形。

## 內閣成員
| 職位       | 姓名   | 備注                                                   |
| ---------- | ------ | ------------------------------------------------------ |
| 首輔       | 沈一貫 | 第二次趙志皋內閣續任                                   |
| 次輔       | 沈鯉   | 本為東閣大學士，萬曆三十二年（1604年）晉升文淵閣大學士 |
| 東閣大學士 | 朱賡   | 萬曆三十二年（1604年）晉升文淵閣大學士                 |